# Barcelonnette
Barcelonnette este un oraș în Franța, sub-prefectură a departamentului Alpes-de-Haute-Provence în regiunea Provence-Alpi-Coasta de Azur.